# Кокдонен
Кокдонен (каз. Көкдөнен, до 1993 г. — Калинино) — аул в Рыскуловском районе Жамбылской области Казахстана. Административный центр Кокдоненского сельского округа. Находится примерно в 12 км к западу от районного центра, села Кулан. Код КАТО — 315036100.

## Население
В 1999 году население аула составляло 1573 человека (822 мужчины и 751 женщина). По данным переписи 2009 года, в ауле проживали 2063 человека (1017 мужчин и 1046 женщин).